# Naps/Diskografie
Diese Diskografie ist eine Übersicht über die musikalischen Werke des französischen Rappers Naps. Den Schallplattenauszeichnungen zufolge hat er bisher mehr als 9,5 Millionen Tonträger verkauft. Seine erfolgreichste Veröffentlichung ist die Single Bande organisée mit über 350.000 verkauften Einheiten.

## Alben

### Studioalben
| Jahr | Titel Musiklabel                                              | Höchstplatzierung, Gesamtwochen, AuszeichnungChartplatzierungen (Jahr, Titel, Musiklabel, Platzierungen, Wochen, Auszeichnungen, Anmerkungen) | Höchstplatzierung, Gesamtwochen, AuszeichnungChartplatzierungen (Jahr, Titel, Musiklabel, Platzierungen, Wochen, Auszeichnungen, Anmerkungen) | Höchstplatzierung, Gesamtwochen, AuszeichnungChartplatzierungen (Jahr, Titel, Musiklabel, Platzierungen, Wochen, Auszeichnungen, Anmerkungen) | Anmerkungen                                                |
| Jahr | Titel Musiklabel                                              | FR | BEW | CH | Anmerkungen                                                |
| ---- | ------------------------------------------------------------- | --- | --- | --- | ---------------------------------------------------------- |
| 2015 | Ma ville & ma vie 13ème Art Music                             | FR166 (1 Wo.)FR | — | — | Erstveröffentlichung: 13. April 2015                       |
| 2017 | Pochon bleu 13 Art Records                                    | FR4 ×3Dreifachplatin · (102 Wo.)FR | BEW46 (43 Wo.)BEW | — | Erstveröffentlichung: 19. Mai 2017 Verkäufe: + 300.000     |
| 2018 | À l’instict 13 Art Records                                    | FR3 ×2Doppelplatin · (99 Wo.)FR | BEW27 (31 Wo.)BEW | — | Erstveröffentlichung: 9. März 2018 Verkäufe: + 200.000     |
| 2019 | On est fait pour ça 13ème Art Music, OK Many Industrie        | FR2 ×2Doppelplatin · (148 Wo.)FR | BEW20 (23 Wo.)BEW | CH27 (2 Wo.)CH | Erstveröffentlichung: 28. Juni 2019 Verkäufe: + 200.000    |
| 2020 | Carré VIP 13ème Art Music, OK Many Industrie                  | FR3 Platin · (82 Wo.)FR | BEW14 (18 Wo.)BEW | CH30 (1 Wo.)CH | Erstveröffentlichung: 28. Februar 2020 Verkäufe: + 100.000 |
| 2021 | Les mains faites pour l’or 13ème Art Music, OK Many Industrie | FR1 ×2Doppelplatin · (148 Wo.)FR | BEW13 (26 Wo.)BEW | CH13 (1 Wo.)CH | Erstveröffentlichung: 2. April 2021 Verkäufe: + 200.000    |
| 2021 | Best Life 13ème Art Music, OK Many Industrie                  | FR1 Platin · (111 Wo.)FR | BEW7 (10 Wo.)BEW | CH19 (2 Wo.)CH | Erstveröffentlichung: 8. Oktober 2021 Verkäufe: + 100.000  |
| 2022 | La TN (Team Naps) 13ème Art Music, OK Many Industrie          | FR2 Gold · (63 Wo.)FR | BEW13 (14 Wo.)BEW | CH14 (2 Wo.)CH | Erstveröffentlichung: 17. Juni 2022 Verkäufe: + 50.000     |
| 2023 | En temps réel 13ème Art Music, OK Many Industrie              | FR1 Gold · (69 Wo.)FR | BEW12 (7 Wo.)BEW | CH12 (1 Wo.)CH | Erstveröffentlichung: 28. April 2023 Verkäufe: + 50.000    |
| 2024 | Mec de cité simple 13ème Art Music, OK Many Industrie         | FR4 (14 Wo.)FR | BEW15 (4 Wo.)BEW | CH65 (1 Wo.)CH | Erstveröffentlichung: 21. Juni 2024                        |
| 2025 | Tout est or 13ème Art Music, OK Many Industrie                | — | BEW108 (… Wo.)BEW | — | Erstveröffentlichung: 25. Juli 2025                        |

### Mixtapes
- 2017: En équipe, vol. 1

## Singles

### Als Leadmusiker
| Jahr | Titel Album                                     | Höchstplatzierung, Gesamtwochen, AuszeichnungChartplatzierungen (Jahr, Titel, Album, Platzierungen, Wochen, Auszeichnungen, Anmerkungen) | Höchstplatzierung, Gesamtwochen, AuszeichnungChartplatzierungen (Jahr, Titel, Album, Platzierungen, Wochen, Auszeichnungen, Anmerkungen) | Höchstplatzierung, Gesamtwochen, AuszeichnungChartplatzierungen (Jahr, Titel, Album, Platzierungen, Wochen, Auszeichnungen, Anmerkungen) | Anmerkungen                                                                                        |
| Jahr | Titel Album                                     | FR | BEW | CH | Anmerkungen                                                                                        |
| --- | ----------------------------------------------- | --- | --- | --- | -------------------------------------------------------------------------------------------------- |
| 2017 | Caprisun Pochon bleu                            | FR68 (4 Wo.)FR | — | — | Erstveröffentlichung: 5. Mai 2017                                                                  |
| 2017 | Pochon bleu                                     | FR91 Diamant · (19 Wo.)FR | — | — | Erstveröffentlichung: 12. Mai 2017 Verkäufe: + 333.333; feat. 13ème Art, Graya, Kalif, Raisse & YL |
| 2017 | Ciao Pochon bleu                                | FR47 Platin · (20 Wo.)FR | — | — | Erstveröffentlichung: 19. Mai 2017 Verkäufe: + 200.000                                             |
| 2017 | Le sens des affaires En équipe, vol. 1          | FR116 Gold · (9 Wo.)FR | — | — | Erstveröffentlichung: 21. September 2017 Verkäufe: + 100.000; feat. Rim'K                          |
| 2018 | Recherché À l’instict                           | FR13 Platin · (21 Wo.)FR | — | — | Erstveröffentlichung: 2. Februar 2018 Verkäufe: + 200.000                                          |
| 2018 | Dans le block À l’instict                       | FR24 (7 Wo.)FR | — | — | Erstveröffentlichung: 2. März 2018 feat. Alonzo                                                    |
| 2018 | Favela À l’instict                              | FR21 Diamant · (28 Wo.)FR | — | — | Erstveröffentlichung: 21. März 2018 Verkäufe: + 333.333; feat. Soolking                            |
| 2019 | On est fait pour ça                             | FR74 (7 Wo.)FR | — | — | Erstveröffentlichung: 31. Mai 2019                                                                 |
| 2019 | Rappelle-toi On est fait pour ça                | FR25 Gold · (20 Wo.)FR | — | — | Erstveröffentlichung: 21. Juni 2019 Verkäufe: + 100.000; feat. Heuss l’Enfoiré                     |
| 2020 | Carré VIP                                       | FR25 Platin · (19 Wo.)FR | — | — | Erstveröffentlichung: 31. Januar 2020 Verkäufe: + 200.000                                          |
| 2020 | 6.3 Carré VIP                                   | FR1 Diamant · (82 Wo.)FR | BEW31 (5 Wo.)BEW | CH37 (4 Wo.)CH | Erstveröffentlichung: 21. Februar 2020 Verkäufe: + 333.333; feat. Ninho                            |
| 2021 | La Kiffance Les mains faites pour l’or          | FR1 Diamant · (182 Wo.)FR | BEW5 (42 Wo.)BEW | CH18 (30 Wo.)CH | Erstveröffentlichung: 26. Februar 2021 Verkäufe: + 333.333                                         |
| 2021 | Sans limites Les mains faites pour l’or         | FR62 (6 Wo.)FR | — | — | Erstveröffentlichung: 17. März 2021 feat. Jul                                                      |
| 2021 | Ma Play Best Life                               | FR130 (3 Wo.)FR | — | — | Erstveröffentlichung: 9. April 2021 feat. Naza & Keblack                                           |
| 2021 | C’est rien c’est la rue Best Life               | FR25 (7 Wo.)FR | — | — | Erstveröffentlichung: 10. September 2021                                                           |
| 2021 | Best Life                                       | FR5 Diamant · (111 Wo.)FR | BEW39 (13 Wo.)BEW | — | Erstveröffentlichung: 28. September 2021 Verkäufe: + 333.333; feat. Gims                           |
| 2022 | Le p’tit marseillais Best Life                  | FR58 (2 Wo.)FR | — | — | Erstveröffentlichung: 18. Februar 2022                                                             |
| 2022 | Sun Valley Les SEGPA O.S.T.                     | FR121 (1 Wo.)FR | — | — | Erstveröffentlichung: 18. März 2022                                                                |
| 2022 | La Maxance La TN (Team Naps)                    | FR27 (8 Wo.)FR | — | — | Erstveröffentlichung: 17. Mai 2022                                                                 |
| 2022 | Sensas La TN (Team Naps)                        | FR45 (3 Wo.)FR | — | — | Erstveröffentlichung: 10. Juni 2022                                                                |
| 2023 | Purple En temps réel                            | FR68 Gold · (5 Wo.)FR | — | — | Erstveröffentlichung: 10. März 2023 feat. Gambi                                                    |
| 2024 | RSQ3 Mec de cité simple                         | FR86 (2 Wo.)FR | — | — | Erstveröffentlichung: 19. April 2024                                                               |
| 2024 | Cœur de ice Mec de cité simple                  | FR32 (6 Wo.)FR | — | — | Erstveröffentlichung: 14. Juni 2024 feat. Gazo                                                     |
| Folgende Lieder erschienen nicht als Single, wurden aber durch das Album zum Download und Streaming bereitgestellt und konnten somit eine Platzierung erlangen: |                                                 | | | | |
| |                                                 | | | | |
| 2017 | Vroum vroum Pochon bleu                         | FR87 Gold · (14 Wo.)FR | — | — | Charteinstieg: 26. Mai 2017 Verkäufe: + 66.666                                                     |
| 2017 | Elvira Pochon bleu                              | FR95 Platin · (22 Wo.)FR | — | — | Charteinstieg: 26. Mai 2017 Verkäufe: + 200.000                                                    |
| 2017 | Je repense à tout Pochon bleu                   | FR135 (5 Wo.)FR | — | — | Charteinstieg: 26. Mai 2017 feat. Medi Meyz                                                        |
| 2017 | LV Pochon bleu                                  | FR150 (5 Wo.)FR | — | — | Charteinstieg: 26. Mai 2017 feat. Dika                                                             |
| 2017 | Folle Pochon bleu                               | FR157 Gold · (5 Wo.)FR | — | — | Charteinstieg: 26. Mai 2017 Verkäufe: + 100.000                                                    |
| 2017 | Le zin / La zine Pochon bleu                    | FR162 Gold · (9 Wo.)FR | — | — | Charteinstieg: 26. Mai 2017 Verkäufe: + 100.000                                                    |
| 2017 | Elle t’a piqué Pochon bleu                      | FR165 (4 Wo.)FR | — | — | Charteinstieg: 26. Mai 2017 feat. 13ème Art                                                        |
| 2017 | Pas bella Pochon bleu                           | FR188 (1 Wo.)FR | — | — | Charteinstieg: 26. Mai 2017                                                                        |
| 2017 | Zeillo Pochon bleu                              | FR198 (1 Wo.)FR | — | — | Charteinstieg: 26. Mai 2017 feat. Kalif & Graya                                                    |
| 2017 | Hasta luego Pochon bleu                         | FR181 Gold · (4 Wo.)FR | — | — | Charteinstieg: 2. Juni 2017 feat. Raisse                                                           |
| 2017 | À part ça Pochon bleu                           | FR69 Gold · (14 Wo.)FR | — | — | Charteinstieg: 9. Juni 2017 Verkäufe: + 66.666                                                     |
| 2018 | La cuenta À l’instict                           | FR34 Gold · (7 Wo.)FR | — | — | Charteinstieg: 16. März 2018 Verkäufe: + 100.000                                                   |
| 2018 | Marseille City À l’instict                      | FR50 Gold · (6 Wo.)FR | — | — | Charteinstieg: 16. März 2018 Verkäufe: + 100.000                                                   |
| 2018 | Mektoub À l’instict                             | FR79 (2 Wo.)FR | — | — | Charteinstieg: 16. März 2018 feat. Kalif                                                           |
| 2018 | Ma bella À l’instict                            | FR90 Gold · (2 Wo.)FR | — | — | Charteinstieg: 16. März 2018 Verkäufe: + 100.000                                                   |
| 2018 | Non non À l’instict                             | FR97 (2 Wo.)FR | — | — | Charteinstieg: 16. März 2018                                                                       |
| 2018 | Coché À l’instict                               | FR109 (2 Wo.)FR | — | — | Charteinstieg: 16. März 2018                                                                       |
| 2018 | Drive À l’instict                               | FR110 (2 Wo.)FR | — | — | Charteinstieg: 16. März 2018                                                                       |
| 2018 | Mauvais garçon À l’instict                      | FR115 (2 Wo.)FR | — | — | Charteinstieg: 16. März 2018                                                                       |
| 2018 | Parle pas de nous À l’instict                   | FR116 (1 Wo.)FR | — | — | Charteinstieg: 16. März 2018 feat. Fianso & Le Rat Luciano                                         |
| 2018 | Le fixe À l’instict                             | FR118 (2 Wo.)FR | — | — | Charteinstieg: 16. März 2018                                                                       |
| 2018 | Poto À l’instict                                | FR124 (1 Wo.)FR | — | — | Charteinstieg: 16. März 2018 feat. Raisse                                                          |
| 2018 | Abandonne À l’instict                           | FR125 (2 Wo.)FR | — | — | Charteinstieg: 16. März 2018                                                                       |
| 2018 | Drogua À l’instict                              | FR132 (1 Wo.)FR | — | — | Charteinstieg: 16. März 2018                                                                       |
| 2018 | 9 milli À l’instict                             | FR133 (1 Wo.)FR | — | — | Charteinstieg: 16. März 2018                                                                       |
| 2018 | Je suis À l’instict                             | FR141 (1 Wo.)FR | — | — | Charteinstieg: 16. März 2018                                                                       |
| 2018 | Oulala À l’instict                              | FR160 (1 Wo.)FR | — | — | Charteinstieg: 16. März 2018                                                                       |
| 2018 | Piste blanche À l’instict                       | FR165 (1 Wo.)FR | — | — | Charteinstieg: 16. März 2018 feat. Messao                                                          |
| 2018 | Des fois À l’instict                            | FR166 (1 Wo.)FR | — | — | Charteinstieg: 16. März 2018                                                                       |
| 2018 | Le couz Taxi 5                                  | FR94 (5 Wo.)FR | — | — | Charteinstieg: 13. April 2018                                                                      |
| 2019 | Vovo On est fait pour ça                        | FR101 (5 Wo.)FR | — | — | Charteinstieg: 5. Juli 2019                                                                        |
| 2019 | C’est la guerre On est fait pour ça             | FR120 (1 Wo.)FR | — | — | Charteinstieg: 5. Juli 2019 feat. Rohff                                                            |
| 2019 | Malade On est fait pour ça                      | FR122 (1 Wo.)FR | — | — | Charteinstieg: 5. Juli 2019 feat. AM La Scampia                                                    |
| 2019 | Fortuné On est fait pour ça                     | FR124 (1 Wo.)FR | — | — | Charteinstieg: 5. Juli 2019 feat. Lacrim                                                           |
| 2019 | On passe le temps On est fait pour ça           | FR129 (1 Wo.)FR | — | — | Charteinstieg: 5. Juli 2019 feat. Mister You                                                       |
| 2019 | Vito On est fait pour ça                        | FR136 (2 Wo.)FR | — | — | Charteinstieg: 5. Juli 2019                                                                        |
| 2019 | Évidemment On est fait pour ça                  | FR140 (1 Wo.)FR | — | — | Charteinstieg: 5. Juli 2019 feat. Kalif Hardcore                                                   |
| 2019 | Tokyo On est fait pour ça                       | FR151 (1 Wo.)FR | — | — | Charteinstieg: 5. Juli 2019                                                                        |
| 2019 | Destination On est fait pour ça                 | FR170 (1 Wo.)FR | — | — | Charteinstieg: 5. Juli 2019                                                                        |
| 2019 | Sur le banc On est fait pour ça                 | FR172 (1 Wo.)FR | — | — | Charteinstieg: 5. Juli 2019 feat. Sofiane, Dika & Kalif                                            |
| 2019 | Medellín On est fait pour ça                    | FR176 (1 Wo.)FR | — | — | Charteinstieg: 5. Juli 2019 feat. Soolking                                                         |
| 2019 | Cap Canaveral On est fait pour ça               | FR177 Gold · (1 Wo.)FR | — | — | Charteinstieg: 5. Juli 2019                                                                        |
| 2020 | Pourcent Carré VIP                              | FR38 (3 Wo.)FR | — | — | Charteinstieg: 6. März 2020 feat. Maes                                                             |
| 2020 | Poropop Carré VIP                               | FR69 (2 Wo.)FR | — | — | Charteinstieg: 6. März 2020 feat. Soolking & Kliffzivziv                                           |
| 2020 | Pour eux Carré VIP                              | FR90 (1 Wo.)FR | — | — | Charteinstieg: 6. März 2020 feat. Vald                                                             |
| 2020 | Coffre-fort Carré VIP                           | FR95 (1 Wo.)FR | — | — | Charteinstieg: 6. März 2020 feat. Sch                                                              |
| 2020 | Monica Carré VIP                                | FR110 Gold · (5 Wo.)FR | — | — | Charteinstieg: 6. März 2020                                                                        |
| 2020 | Dans la villa Carré VIP                         | FR119 (1 Wo.)FR | — | — | Charteinstieg: 6. März 2020                                                                        |
| 2020 | C’est ça les z’hommes Carré VIP                 | FR122 (1 Wo.)FR | — | — | Charteinstieg: 6. März 2020                                                                        |
| 2020 | Sans toi Carré VIP                              | FR130 (1 Wo.)FR | — | — | Charteinstieg: 6. März 2020                                                                        |
| 2020 | En fumette Carré VIP                            | FR142 (1 Wo.)FR | — | — | Charteinstieg: 6. März 2020                                                                        |
| 2020 | En boucle Carré VIP                             | FR165 (1 Wo.)FR | — | — | Charteinstieg: 6. März 2020                                                                        |
| 2020 | Polia Carré VIP                                 | FR166 (1 Wo.)FR | — | — | Charteinstieg: 6. März 2020                                                                        |
| 2020 | Carbone Carré VIP                               | FR190 (1 Wo.)FR | — | — | Charteinstieg: 6. März 2020                                                                        |
| 2020 | Varadero Carré VIP                              | FR196 (1 Wo.)FR | — | — | Charteinstieg: 6. März 2020                                                                        |
| 2021 | La danse des bandits Les mains faites pour l’or | FR9 Diamant · (48 Wo.)FR | — | — | Charteinstieg: 3. April 2021 Verkäufe: + 333.333; feat. Sch                                        |
| 2021 | Tu connais les bails Les mains faites pour l’or | FR66 (4 Wo.)FR | — | — | Charteinstieg: 3. April 2021                                                                       |
| 2021 | Mek du binks Les mains faites pour l’or         | FR97 (1 Wo.)FR | — | — | Charteinstieg: 3. April 2021 feat. Jul                                                             |
| 2021 | J’fais la passe Les mains faites pour l’or      | FR103 (1 Wo.)FR | — | — | Charteinstieg: 3. April 2021                                                                       |
| 2021 | Bandit crush Les mains faites pour l’or         | FR144 (1 Wo.)FR | — | — | Charteinstieg: 3. April 2021                                                                       |
| 2021 | 5G Les mains faites pour l’or                   | FR154 (1 Wo.)FR | — | — | Charteinstieg: 3. April 2021                                                                       |
| 2021 | Wesh wesh Les mains faites pour l’or            | FR156 (1 Wo.)FR | — | — | Charteinstieg: 3. April 2021                                                                       |
| 2021 | Perquè Les mains faites pour l’or               | FR165 Gold · (1 Wo.)FR | — | — | Charteinstieg: 3. April 2021                                                                       |
| 2021 | Elle Les mains faites pour l’or                 | FR171 (1 Wo.)FR | — | — | Charteinstieg: 3. April 2021                                                                       |
| 2021 | Vodka cerise Les mains faites pour l’or         | FR175 (1 Wo.)FR | — | — | Charteinstieg: 3. April 2021                                                                       |
| 2021 | Tagada Les mains faites pour l’or               | FR184 (1 Wo.)FR | — | — | Charteinstieg: 3. April 2021 feat. Le Rat Luciano & Soolking                                       |
| 2021 | Montagne d’euros Les mains faites pour l’or     | FR197 (1 Wo.)FR | — | — | Charteinstieg: 3. April 2021                                                                       |
| 2021 | En détente On est fait pour ça                  | FR115 Diamant · (18 Wo.)FR | — | — | Charteinstieg: 4. Juni 2021                                                                        |
| 2021 | Avengers Best Life                              | FR12 Gold · (5 Wo.)FR | — | — | Charteinstieg: 15. Oktober 2021 Verkäufe: + 100.000; feat. Jul, Kalif Hardcore & Sch               |
| 2021 | Chicha kaloud Best Life                         | FR34 Gold · (3 Wo.)FR | — | — | Charteinstieg: 15. Oktober 2021 Verkäufe: + 100.000; feat. Kalif Hardcore & Sofiane                |
| 2021 | Chiron Best Life                                | FR37 (2 Wo.)FR | — | — | Charteinstieg: 15. Oktober 2021 feat. Wejdene                                                      |
| 2021 | Ma wife Best Life                               | FR65 (2 Wo.)FR | — | — | Charteinstieg: 15. Oktober 2021                                                                    |
| 2021 | Artiste Best Life                               | FR84 (1 Wo.)FR | — | — | Charteinstieg: 15. Oktober 2021                                                                    |
| 2021 | Okay okay Best Life                             | FR91 (1 Wo.)FR | — | — | Charteinstieg: 15. Oktober 2021                                                                    |
| 2021 | Nous aussi Best Life                            | FR93 (1 Wo.)FR | — | — | Charteinstieg: 15. Oktober 2021                                                                    |
| 2021 | J’dis ça j’dis rien Best Life                   | FR95 (1 Wo.)FR | — | — | Charteinstieg: 15. Oktober 2021                                                                    |
| 2021 | Ambiance vandale Best Life                      | FR96 (1 Wo.)FR | — | — | Charteinstieg: 15. Oktober 2021                                                                    |
| 2021 | Jet privé Best Life                             | FR112 (1 Wo.)FR | — | — | Charteinstieg: 15. Oktober 2021                                                                    |
| 2021 | A/R Best Life                                   | FR120 (1 Wo.)FR | — | — | Charteinstieg: 15. Oktober 2021                                                                    |
| 2021 | Vie de reusta Best Life                         | FR125 (1 Wo.)FR | — | — | Charteinstieg: 15. Oktober 2021                                                                    |
| 2021 | Certification Best Life                         | FR178 (1 Wo.)FR | — | — | Charteinstieg: 15. Oktober 2021                                                                    |
| 2021 | Pépita Best Life                                | FR189 (1 Wo.)FR | — | — | Charteinstieg: 15. Oktober 2021                                                                    |
| 2021 | Je suis cramé Best Life                         | FR196 (1 Wo.)FR | — | — | Charteinstieg: 15. Oktober 2021 feat. Ivory                                                        |
| 2021 | Top artiste Best Life                           | FR199 (1 Wo.)FR | — | — | Charteinstieg: 15. Oktober 2021                                                                    |
| 2022 | Vamos La TN (Team Naps)                         | FR4 Diamant · (24 Wo.)FR | BEW48 (1 Wo.)BEW | CH89 (1 Wo.)CH | Charteinstieg: 24. Juni 2022 feat. Gazo                                                            |
| 2022 | Bogota La TN (Team Naps)                        | FR51 (2 Wo.)FR | — | — | Charteinstieg: 24. Juni 2022 feat. Alonzo & Morad                                                  |
| 2022 | Dreamlife La TN (Team Naps)                     | FR54 Gold · (7 Wo.)FR | — | — | Charteinstieg: 24. Juni 2022 feat. Sch                                                             |
| 2022 | Ma best La TN (Team Naps)                       | FR78 (1 Wo.)FR | — | — | Charteinstieg: 24. Juni 2022 feat. Kalif Hardcore                                                  |
| 2022 | Faut s’tailler La TN (Team Naps)                | FR114 (1 Wo.)FR | — | — | Charteinstieg: 24. Juni 2022 feat. Kalif Hardcore                                                  |
| 2022 | Diadia La TN (Team Naps)                        | FR130 (1 Wo.)FR | — | — | Charteinstieg: 24. Juni 2022                                                                       |
| 2022 | QNQS La TN (Team Naps)                          | FR134 (1 Wo.)FR | — | — | Charteinstieg: 24. Juni 2022                                                                       |
| 2022 | VVS La TN (Team Naps)                           | FR145 (1 Wo.)FR | — | — | Charteinstieg: 24. Juni 2022 feat. Kaaris & Kalash Criminel                                        |
| 2022 | G700 La TN (Team Naps)                          | FR152 (1 Wo.)FR | — | — | Charteinstieg: 24. Juni 2022 feat. Dadju                                                           |
| 2022 | La Pyra La TN (Team Naps)                       | FR156 (1 Wo.)FR | — | — | Charteinstieg: 24. Juni 2022                                                                       |
| 2022 | Rooftop La TN (Team Naps)                       | FR164 (1 Wo.)FR | — | — | Charteinstieg: 24. Juni 2022                                                                       |
| 2022 | 4 anneaux gris La TN (Team Naps)                | FR177 (1 Wo.)FR | — | — | Charteinstieg: 24. Juni 2022 feat. Kalif Hardcore                                                  |
| 2022 | Target La TN (Team Naps)                        | FR178 (1 Wo.)FR | — | — | Charteinstieg: 24. Juni 2022                                                                       |
| 2022 | Devant la mer La TN (Team Naps)                 | FR188 (1 Wo.)FR | — | — | Charteinstieg: 24. Juni 2022                                                                       |
| 2023 | C’est carré le S En temps réel                  | FR1 Diamant · (52 Wo.)FR | BEW21 (12 Wo.)BEW | CH27 (4 Wo.)CH | Charteinstieg: 5. Mai 2023 Verkäufe: + 333.333; feat. Gazo & Ninho                                 |
| 2023 | La danse du Roro En temps réel                  | FR5 Gold · (9 Wo.)FR | — | — | Charteinstieg: 5. Mai 2023 Verkäufe: + 100.000; feat. Koba LaD & Maes                              |
| 2023 | Ma belleuh En temps réel                        | FR55 (2 Wo.)FR | — | — | Charteinstieg: 5. Mai 2023                                                                         |
| 2023 | Le fruit de mon époque En temps réel            | FR76 (2 Wo.)FR | — | — | Charteinstieg: 5. Mai 2023                                                                         |
| 2023 | Dua Lipa En temps réel                          | FR118 (1 Wo.)FR | — | — | Charteinstieg: 5. Mai 2023                                                                         |
| 2023 | Benef Max En temps réel                         | FR119 (1 Wo.)FR | — | — | Charteinstieg: 5. Mai 2023                                                                         |
| 2023 | En temps réel                                   | FR129 (1 Wo.)FR | — | — | Charteinstieg: 5. Mai 2023                                                                         |
| 2023 | Le sang de la veine En temps réel               | FR135 (1 Wo.)FR | — | — | Charteinstieg: 5. Mai 2023                                                                         |
| 2023 | Casa de papel En temps réel                     | FR169 (1 Wo.)FR | — | — | Charteinstieg: 5. Mai 2023                                                                         |
| 2023 | C’est toute ma life En temps réel               | FR173 (1 Wo.)FR | — | — | Charteinstieg: 5. Mai 2023                                                                         |
| 2023 | M’en aller En temps réel                        | FR176 (1 Wo.)FR | — | — | Charteinstieg: 5. Mai 2023                                                                         |
| 2023 | Vie sur nous En temps réel                      | FR195 (1 Wo.)FR | — | — | Charteinstieg: 5. Mai 2023                                                                         |
| 2024 | À quoi tu joues Mec de cité simple              | FR45 (2 Wo.)FR | — | — | feat. Jul                                                                                          |
| 2024 | Ça arrive fort Mec de cité simple               | FR179 (1 Wo.)FR | — | — | |
| 2024 | Besoin de toi 13 Organisé 2                     | FR187 (1 Wo.)FR | — | — | Léa Castel, Naps & Houari feat. Alonzo, Jul, Kenza Farah & Moubarak                                |

### Als Gastmusiker
| Jahr | Titel Album                                   | Höchstplatzierung, Gesamtwochen, AuszeichnungChartplatzierungen (Jahr, Titel, Album, Platzierungen, Wochen, Auszeichnungen, Anmerkungen) | Höchstplatzierung, Gesamtwochen, AuszeichnungChartplatzierungen (Jahr, Titel, Album, Platzierungen, Wochen, Auszeichnungen, Anmerkungen) | Höchstplatzierung, Gesamtwochen, AuszeichnungChartplatzierungen (Jahr, Titel, Album, Platzierungen, Wochen, Auszeichnungen, Anmerkungen) | Anmerkungen |
| Jahr | Titel Album                                   | FR | BEW | CH | Anmerkungen |
| --- | --------------------------------------------- | --- | --- | --- | --- |
| 2020 | La seleçao Capo dei capi - Vol. II & III      | FR2 Diamant · (74 Wo.)FR | BEW25 Gold · (8 Wo.)BEW | CH71 (7 Wo.)CH | Erstveröffentlichung: 19. März 2020 Verkäufe: + 343.333; Alonzo feat. Jul & Naps                                                     |
| 2020 | J’me casse Compte de faits                    | FR134 (4 Wo.)FR | — | — | Erstveröffentlichung: 3. Juli 2020 YL feat. Naps                                                                                     |
| 2020 | Bande organisée 13 Organisé                   | FR1 Diamant · (228 Wo.)FR | BEW2 Platin · (24 Wo.)BEW | CH7 (20 Wo.)CH | Erstveröffentlichung: 14. August 2020 Verkäufe: + 353.333; Jul feat. Sch, Naps, Kofs, Elams, Solda, Houari & Soso Maness             |
| 2021 | Vamos Mal Luné Music                          | FR178 (1 Wo.)FR | BEW48 (1 Wo.)BEW | — | Erstveröffentlichung: 8. Juni 2021 DJ Quick feat. Bosh & Naps                                                                        |
| 2021 | En bas d’chez moi –                           | FR118 (1 Wo.)FR | — | — | Erstveröffentlichung: 11. Juni 2021 Zaho feat. Naps                                                                                  |
| 2021 | Doudou Cartel : volume 1 & 2                  | FR4 Diamant · (48 Wo.)FR | BEW— GoldBEW | — | Erstveröffentlichung: 9. Dezember 2021 Koba LaD feat. Naps                                                                           |
| 2022 | On a l’habitude (Ok Many) La boîte de Pandore | FR51 Gold · (11 Wo.)FR | — | — | Erstveröffentlichung: 24. Februar 2022 Vegedream feat. Naps                                                                          |
| 2022 | Tout va bien Quartiers Nord                   | FR1 Diamant · (85 Wo.)FR | BEW3 (23 Wo.)BEW | CH4 (17 Wo.)CH | Erstveröffentlichung: 20. Mai 2022 Verkäufe: + 333.333; Alonzo feat. Naps & Ninho                                                    |
| 2022 | Papier rose Blow                              | FR52 (4 Wo.)FR | — | — | Erstveröffentlichung: 13. April 2022 100 Blaze feat. Jul & Naps                                                                      |
| 2023 | Blue 4Real                                    | FR11 Gold · (16 Wo.)FR | — | — | Erstveröffentlichung: 21. August 2023 Kaneki feat. Ninho & Naps                                                                      |
| 2024 | Allez –                                       | FR36 (5 Wo.)FR | — | — | Erstveröffentlichung: 11. Juli 2024 Soso Maness feat. PLK & Naps                                                                     |
| 2024 | Bande organisée 2 13 Organisé 2               | FR5 Gold · (10 Wo.)FR | — | CH68 (1 Wo.)CH | Erstveröffentlichung: 15. August 2024 Jul feat. Alonzo, Sch, Kofs, Soso Maness, Houari, Elams, Solda & Naps                          |
| Folgende Lieder erschienen nicht als Single, wurden aber durch das Album zum Download und Streaming bereitgestellt und konnten somit eine Platzierung erlangen: |                                               | | | | |
| |                                               | | | | |
| 2018 | Les 4 fantastiques International              | FR101 (2 Wo.)FR | — | — | Charteinstieg: 29. Juni 2018 L’Algérino feat. Soprano, Naps & Alonzo                                                                 |
| 2020 | Riz au lait Santé & Bonheur                   | FR104 (1 Wo.)FR | — | — | Charteinstieg: 28. Februar 2020 Kofs feat. Naps                                                                                      |
| 2020 | Mi corazon Losa                               | FR173 (1 Wo.)FR | — | — | Charteinstieg: 17. Juli 2020 Bramsito feat. Naps                                                                                     |
| 2020 | 13 balles 13 Organisé                         | FR4 Gold · (8 Wo.)FR | — | — | Charteinstieg: 23. Oktober 2020 Verkäufe: + 100.000; 13 Organisé feat. Kofs, Moh 100 Blaze, Jul, Naps, Dadinho, A-Deal & Zak & Diego |
| 2020 | War Zone 13 Organisé                          | FR14 Gold · (6 Wo.)FR | — | — | Charteinstieg: 23. Oktober 2020 Verkäufe: + 100.000; 13 Organisé feat. Thabiti, Naps, Alonzo, Houari, Jul, As & Zb                   |
| 2020 | C’est maintenant 13 Organisé                  | FR21 Gold · (6 Wo.)FR | — | — | Charteinstieg: 23. Oktober 2020 Verkäufe: + 100.000; 13 Organisé feat. Sat L’articifier, Alonzo, Kofs, Naps & Sch                    |
| 2020 | Guytoune Loin du monde                        | FR16 Gold · (6 Wo.)FR | — | — | Charteinstieg: 25. Dezember 2020 Verkäufe: + 100.000; Jul feat. Naps                                                                 |
| 2021 | Ça suffit pas Au clair de la rue, Part. 1     | FR56 (2 Wo.)FR | — | — | Charteinstieg: 5. März 2020 Benab feat. Naps                                                                                         |
| 2021 | C’est la cité Demain ça ira                   | FR13 Platin · (13 Wo.)FR | — | — | Charteinstieg: 2. Juli 2021 Jul feat. Naps                                                                                           |
| 2021 | Mexico Costa Azzurra                          | FR200 (1 Wo.)FR | — | — | Charteinstieg: 25. September 2021 Thabiti feat. Naps                                                                                 |
| 2021 | Toda la noche Indépendance                    | FR45 Gold · (5 Wo.)FR | — | — | Charteinstieg: 17. Dezember 2021 Verkäufe: + 100.000; Jul feat. Morad & Naps                                                         |
| 2021 | Antibiotique Grand Monsieur                   | FR177 (1 Wo.)FR | — | — | Charteinstieg: 17. Dezember 2021 Rohff feat. Naps                                                                                    |
| 2022 | Gadaye Le chemin des braves                   | FR148 (1 Wo.)FR | — | — | Charteinstieg: 8. April 2022 Da Uzi feat. Naps                                                                                       |
| 2022 | Sel3a Sans visa                               | FR84 (2 Wo.)FR | — | — | Charteinstieg: 3. Juni 2022 Soolking feat. Naps                                                                                      |

## Statistik

### Chartauswertung
|                     | FR     | BEW     | CH    |
| ------------------- | ------ | ------- | ----- |
| Nummer-eins-Alben   | FR2FR  | BEW—BEW | CH—CH |
| Top-10-Alben        | FR9FR  | BEW1BEW | CH—CH |
| Alben in den Charts | FR10FR | BEW9BEW | CH7CH |

|                       | FR      | BEW     | CH    |
| --------------------- | ------- | ------- | ----- |
| Nummer-eins-Singles   | FR5FR   | BEW—BEW | CH—CH |
| Top-10-Singles        | FR13FR  | BEW3BEW | CH2CH |
| Singles in den Charts | FR163FR | BEW9BEW | CH8CH |

### Auszeichnungen für Musikverkäufe
| Goldene Schallplatte - Frankreich - 2018: für das Lied Tu m’aimes pas - 2021: für das Lied 4 anneaux | Platin-Schallplatte - Frankreich - 2023: für das Lied T-Shirt Croco |

Anmerkung: Auszeichnungen in Ländern aus den Charttabellen bzw. Chartboxen sind in ebendiesen zu finden.
| Land/RegionAuszeichnungen für Musikverkäufe (Land/Region, Auszeichnungen, Verkäufe, Quellen) | Gold       | Platin       | Diamant       | Verkäufe  | Quellen         |
| -------------------------------------------------------------------------------------------- | ---------- | ------------ | ------------- | --------- | --------------- |
| Belgien (BRMA)                                                                               | 2× Gold2   | Platin1      | —             | 40.000    | ultratop.be     |
| Frankreich (SNEP)                                                                            | 30× Gold30 | 17× Platin17 | 13× Diamant13 | 9.533.327 | snepmusique.com |
| Insgesamt                                                                                    | 32× Gold32 | 18× Platin18 | 13× Diamant13 |           |                 |